# Īlias Koutsoupias
Īlias Koutsoupias (in greco Ηλίας Κουτσουπιάς?; Candia, 10 maggio 2001) è un calciatore greco, centrocampista del Frosinone.

## Biografia
Arriva in Italia all'età di 16 anni, dove viene aggregato alla Primavera della Virtus Entella.
Suo padre Georgios Koutsoupias era anch'egli un calciatore.

## Carriera

### Club
Cresciuto nelle giovanili della Virtus Entella prima, e del Bologna poi, debutta in Serie B con i liguri il 3 ottobre 2020, sostituendo Crimi all'86º minuto, nella sconfitta interna contro la Reggiana. Il primo gol in Serie B arriva il 30 dicembre, rete che decide la trasferta contro il Vicenza.
Il 31 agosto 2021 passa in prestito con diritto di riscatto alla Ternana.
Il 5 luglio 2022 viene ceduto al Benevento, in Serie B, con la formula del prestito con obbligo di riscatto, fissato a 750000 euro.
Il 19 agosto 2023, dopo la retrocessione dei sanniti, passa in prestito al Bari, sempre in Serie B. Segna la sua prima doppietta in serie cadetta il 24 settembre contro il Catanzaro (2-2). Il 12 gennaio 2024, dopo uno scontro di gioco in allenamento, gli viene diagnosticata la rottura del legamento crociato anteriore del ginocchio sinistro con interessamento del menisco esterno chiudendo anzitempo la stagione.
Il 18 luglio 2024, viene ufficializzato il suo ingaggio a titolo definitivo da parte al Catanzaro, sempre in Serie B, con cui firma un contratto triennale, con opzione per un'ulteriore stagione.
Il 15 gennaio 2025 viene ceduto al Frosinone in prestito con obbligo di riscatto condizionato. Il 16 febbraio segna il suo primo gol con i ciociari , firmando in pieno recupero il pareggio definitivo in casa contro la Reggiana (1-1). 

### Nazionale
Esordisce con l'Under-21 greca il 29 marzo 2022, entrando al 83º minuto della sfida contro i pari età portoghesi.

## Statistiche

### Presenze e reti nei club
Statistiche aggiornate all'8 marzo 2025.
| Stagione        | Squadra         | Campionato      | Campionato | Campionato | Coppe nazionali | Coppe nazionali | Coppe nazionali | Coppe continentali | Coppe continentali | Coppe continentali | Altre coppe | Altre coppe | Altre coppe | Totale | Totale | Totale |
| Stagione        | Squadra         | Comp            | Pres       | Reti       | Comp            | Pres            | Reti            | Comp               | Pres               | Reti               | Comp        | Pres        | Reti        | Pres   | Reti   |        |
| --------------- | --------------- | --------------- | ---------- | ---------- | --------------- | --------------- | --------------- | ------------------ | ------------------ | ------------------ | ----------- | ----------- | ----------- | ------ | ------ | ------ |
| 2020-2021       | Virtus Entella  | B               | 22         | 3          | CI              | 1               | 1               | -                  | -                  | -                  | -           | -           | -           | 23     | 4      |        |
| ago. 2021       | Virtus Entella  | C               | 1          | 0          | CI-C            | -               | -               | -                  | -                  | -                  | -           | -           | -           | 1      | 0      |        |
| Totale Entella  | Totale Entella  | Totale Entella  | 23         | 3          |                 | 1               | 1               |                    | -                  | -                  |             | -           | -           | 24     | 4      |        |
| 2021-2022       | Ternana         | B               | 22         | 1          | CI              | -               | -               | -                  | -                  | -                  | -           | -           | -           | 22     | 1      |        |
| 2022-2023       | Benevento       | B               | 19         | 1          | CI              | 1               | 0               | -                  | -                  | -                  | -           | -           | -           | 20     | 1      |        |
| 2023-2024       | Bari            | B               | 14         | 2          | CI              | -               | -               | -                  | -                  | -                  | -           | -           | -           | 14     | 2      |        |
| 2024-gen. 2025  | Catanzaro       | B               | 11         | 0          | CI              | -               | -               | -                  | -                  | -                  | -           | -           | -           | 11     | 0      |        |
| gen.-giu. 2025  | Frosinone       | B               | 6          | 1          | CI              | -               | -               | -                  | -                  | -                  | -           | -           | -           | 6      | 1      |        |
| Totale carriera | Totale carriera | Totale carriera | 95         | 8          |                 | 2               | 1               |                    | -                  | -                  |             | -           | -           | 97     | 9      |        |

### Cronologia presenze e reti in nazionale
| Cronologia completa delle presenze e delle reti in nazionale ― Grecia under 21 | Cronologia completa delle presenze e delle reti in nazionale ― Grecia under 21 | Cronologia completa delle presenze e delle reti in nazionale ― Grecia under 21 | Cronologia completa delle presenze e delle reti in nazionale ― Grecia under 21 | Cronologia completa delle presenze e delle reti in nazionale ― Grecia under 21 | Cronologia completa delle presenze e delle reti in nazionale ― Grecia under 21 | Cronologia completa delle presenze e delle reti in nazionale ― Grecia under 21 | Cronologia completa delle presenze e delle reti in nazionale ― Grecia under 21 |
| Data                                                                           | Città                                                                          | In casa                                                                        | Risultato                                                                      | Ospiti                                                                         | Competizione                                                                   | Reti                                                                           | Note                                                                           |
| ------------------------------------------------------------------------------ | ------------------------------------------------------------------------------ | ------------------------------------------------------------------------------ | ------------------------------------------------------------------------------ | ------------------------------------------------------------------------------ | ------------------------------------------------------------------------------ | ------------------------------------------------------------------------------ | ------------------------------------------------------------------------------ |
| 29-3-2022                                                                      | Tripoli                                                                        | Grecia under 21                                                                | 0 – 4                                                                          | Portogallo under 21                                                            | Qual. Europeo Under-21 2023                                                    | -                                                                              | 83’                                                                            |
| Totale                                                                         |                                                                                | Presenze                                                                       | 1                                                                              |                                                                                | Reti                                                                           | 0                                                                              |                                                                                |

## Palmarès

### Club

#### Competizioni giovanili
- Campionato Primavera 2: 1

Bologna: 2018-2019
- Supercoppa Primavera 2: 1

Bologna: 2019
- Torneo di Viareggio: 1

Bologna: 2019